# Veselíčko (okres Písek)
Veselíčko je obec v okrese Písek v Jihočeském kraji. Žije v ní 222 obyvatel. Nachází se sedm kilometrů jižně od Milevska. Obcí protéká Bilinský potok.

## Historie
Ves se původně jmenovala Veselí, a to až do roku 1630, kdy byla přejmenována na Veselíčko, aby nedocházelo k záměně s Veselím nad Lužnicí. První písemná zmínka o vesnici pochází z roku 1488. Vesnice patřila původně k panství milevského kláštera až do roku 1431. V tomto roce se dostala k majetku zvíkovského panství až do roku 1540. Po smrti Kryštofa ze Švamberka připadlo Veselíčko společně s okolními vesnicemi Stehlovice, Bilina, Branice, Křižanov, Rukáveč, Velká, Kučeř, Květov při dělení dědictví Janovi ze Švamberka, který získal Milevsko. Tento majetek zdědil po jeho smrti jeho syn Kryštof ze Švamberka. V roce 1575 odprodal kromě Veselíčka také Křižanov i Bilinu panu Bohuslavu z Kalenic, který si záhy poté sloučením statků vytvořil panský dvůr. V roce 1600 po jeho smrti patřila ves jeho dvěma synům.
V roce 1630 byla ves při zápisu do zemských desk přejmenována z Veselí na Veselíčko a v tomto roce byl tento majetek postoupen Vojtěchu Hynkovi ze Šternberka. Krátce nato ves patřila Františku ze Šternberka na Bechyni. Ten daroval roku 1635 Veselíčko, Bilinu, Křižanov jako odměnu vychovateli svých synů Alexandru Günterthalovi. Po jeho smrti se novým majitelem stal rytířský rod Wolfů ze Schwartzenwolfu. V roce 1751 koupil Antonín Chlumčanský z Přestavlk a Chlumčan tento majetek i s příslušenstvím, lesy a rybníky.
V držení jejich rodu bylo Veselíčko až do roku 1783, kdy bezdětný Jan Nepomuk Chlumčanský prodal panský statek svému švagrovi Josefu Bretfeldovi. Ten ve Veselíčku žil až do své smrti 1820. Dědictvím přešel statek na jeho syna Františka Josefa Bretfelda. Ten koupil v roce 1830 koupil od Jana Nádherného statek Svatkovice. Po jeho úmrtí ve Vídni 1839 zdědily po něm tento statek děti jeho bratra. Od nich 1. května 1843 koupil Veselíčko Jan Nepomuk Nádherný. Jejich rodu patřil statek do roku 1901, kdy se novým majitelem stal továrník Ferdinand Přibyl a po něm jeho synové.
Škola byla ve Veselíčku od roku 1792. Starý hřbitov u silnice na Jestřebice byl založený roku 1806. Současný hřbitov u silnice na Bilinu byl zřízen roku 1882. Roku 1886 byla postavena budova fary. Sbor dobrovolných hasičů byl založený roku 1898.

## Obyvatelstvo
| Rok            | 1869 | 1880 | 1890 | 1900 | 1910 | 1921 | 1930 | 1950 | 1961 | 1970 | 1980 | 1991 | 2001 | 2011 | 2021 |
| -------------- | ---- | ---- | ---- | ---- | ---- | ---- | ---- | ---- | ---- | ---- | ---- | ---- | ---- | ---- | ---- |
| Počet obyvatel | 724  | 667  | 578  | 538  | 565  | 590  | 537  | 442  | 425  | 383  | 289  | 227  | 205  | 211  | 201  |
| Počet domů     | 100  | 99   | 100  | 95   | 95   | 96   | 102  | 106  | 103  | 105  | 92   | 84   | 110  | 109  | 110  |

## Obecní správa
Mezi lety 1850–1987 bylo Veselíčko obcí v okrese Milevsko (1850–1950) a později v okrese Písek. Od 1. ledna 1988 do 30. června 1990 patřilo jako část obce k Branicím a od 1. července 1990 je opět samostatnou obcí.

### Části obce
Obec Veselíčko se skládá ze dvou částí na dvou katastrálních územích.
- Veselíčko (k. ú. Veselíčko u Milevska)
- Bilina (i název k. ú.)

### Obecní symboly
Znak a vlajka byly obci uděleny rozhodnutím předsedkyně Poslanecké sněmovny Parlamentu České republiky dne 9. listopadu 2010.

## Pamětihodnosti
- Kostel svaté Anny byl postavený roku 1851. Na stavbu kostela přispěli z veřejných sbírek věřící z Veselíčka i z okolních přifařených obcí. V roce 1801 byl určený kaplan nejen pro Veselíčko, ale i pro okolní obce. Josef Bretfeld mu nechal v roce 1806 postavit příbytek a zároveň založil hřbitov u silnice z obce na Jestřebice. V roce 1857 zde byla ustanovená fara. Základní kámen k novému kostelu byl položený 19. října 1851. Podle tohoto zdroje byl kostel vysvěcený 10. září 1854. Na věži kostela byly původně čtyři zvony. První zvon s obrazem Krista byl z roku 1853 a vážil 700 kilogramů. Druhý zvon s vyobrazením Panny Marie vážil 310 kilogramů. Třetí zvon s obrazem Jana Nepomuckého vážil 150 kilogramů a byl z roku 1853. Poslední zvon byl z téhož roku, měl vyobrazeného kostlivce a byl to umíráček. První dva zvony byly zrekvírované v roce 1916 a třetí zvon byl zabavený o dva roky později. Zůstal jen zvonek umíráček. Po I. světové válce byl ze sbírek mezi místními obyvateli pořízený nový 145 kilogramů zvon, s vyobrazením Jana Nepomuckého a svatého Václava. Na druhý 313 kilogramů těžký zvon přispěli rodáci z Ameriky.[4]

- Sochy svatého Erasma a svatého Jana Nepomuckého z 18. století se nacházejí v těsném sousedství kostela. Zhotovit je nechal Josef Bretfeld. Původně byly postaveny na můstku majitelem panství Josefem Bretfeldem okolo roku 1800.[4]

- Zámek se nachází v obci. Budova zámku byla jednopatrová a jednoduchá a nechal si jej postavit Alexander Günterthal poté, co se ve Veselíčku usadil společně se svou ženou. Josef Bretfeld nechal vystavit pravé křídlo zámku a u něj nechal postavit v letech 1797–1798 veřejnou zámeckou kapli s rodinnou hrobkou. Kaple byla zasvěcená svaté Anně. Okolo zámku nechal založit anglický park. V zámeckém parku byly ještě v roce 1940 náhrobky rodu Bretfeldů. Zámek prošel nákladnou opravou v roce 1940 na popud tehdejšího majitele továrníka Přibyla. V zámku se původně v jedné síni nacházely fresky bohyní z 18. století. Také zde byla rozsáhlá sbírka portrétů, obrazů a empírový nábytek, ale časté střídání majitelů sbírkám neprospělo.[4]

- Před vchodem do kostela svaté Anny se nachází kamenný kříž, který je reliéfně zdobený motivem kalicha pod zpodobněním Krista. Podstavec kříže nese dataci 1910.

## Galerie

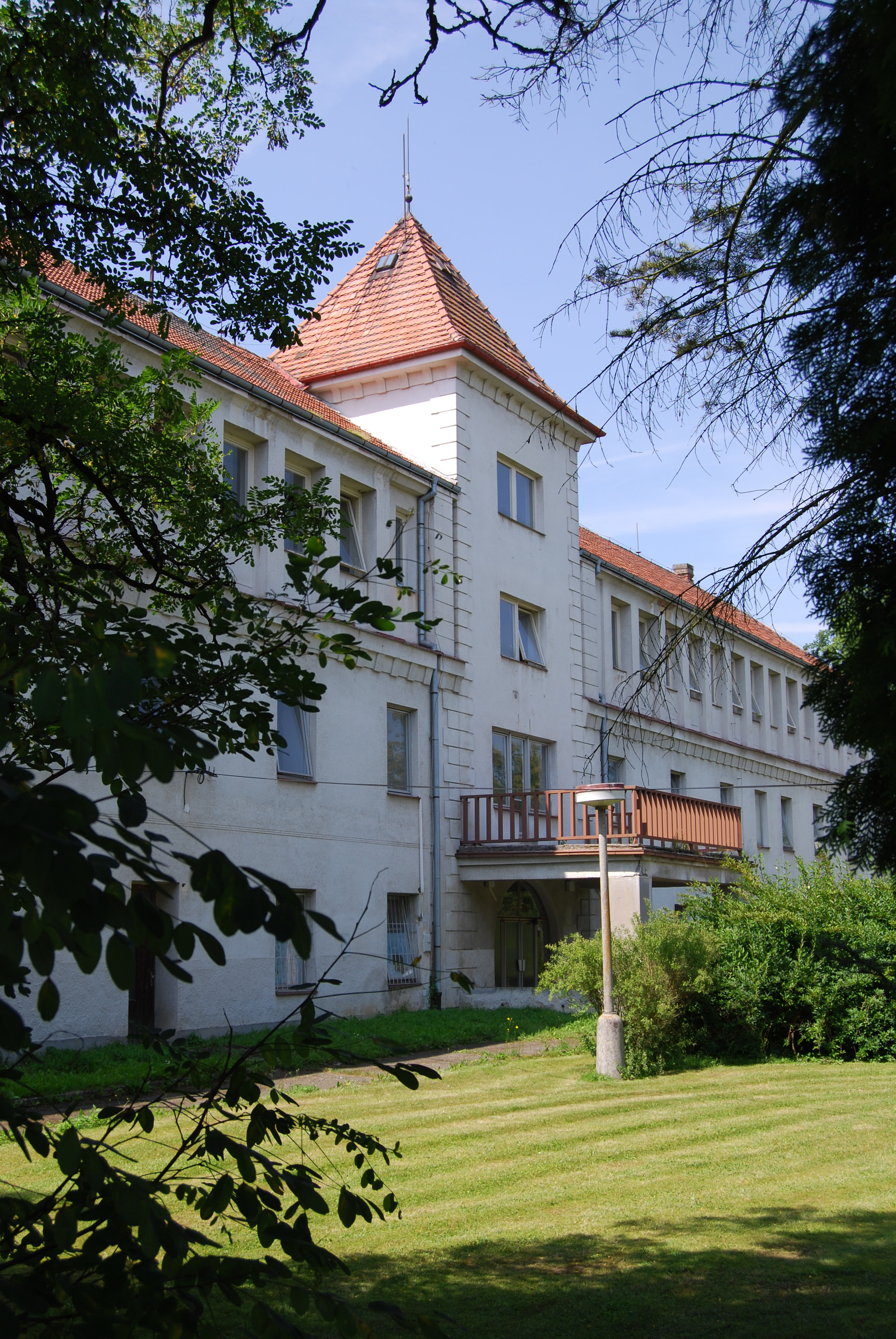
Zámek
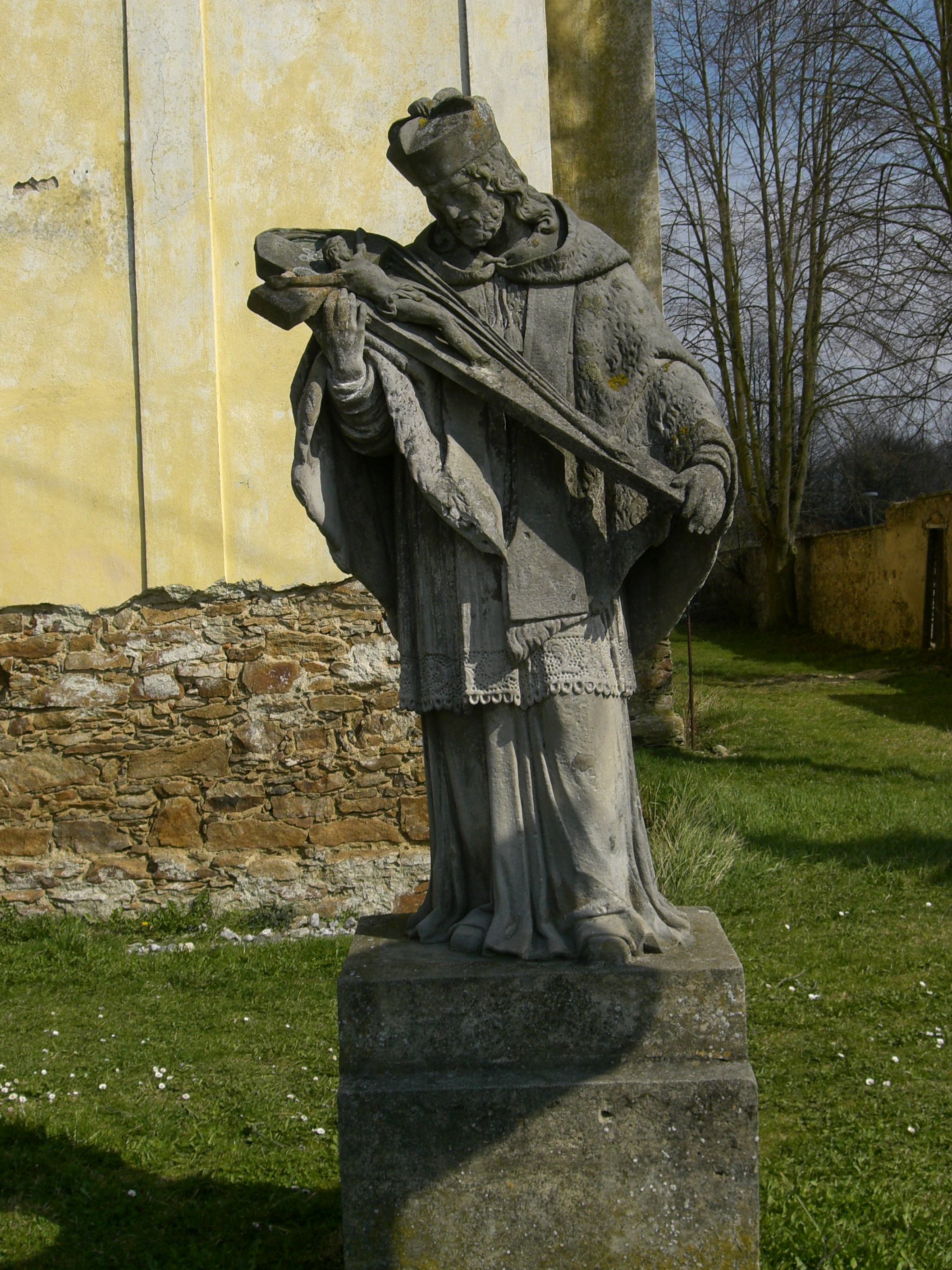
Socha Jana Nepomuckého
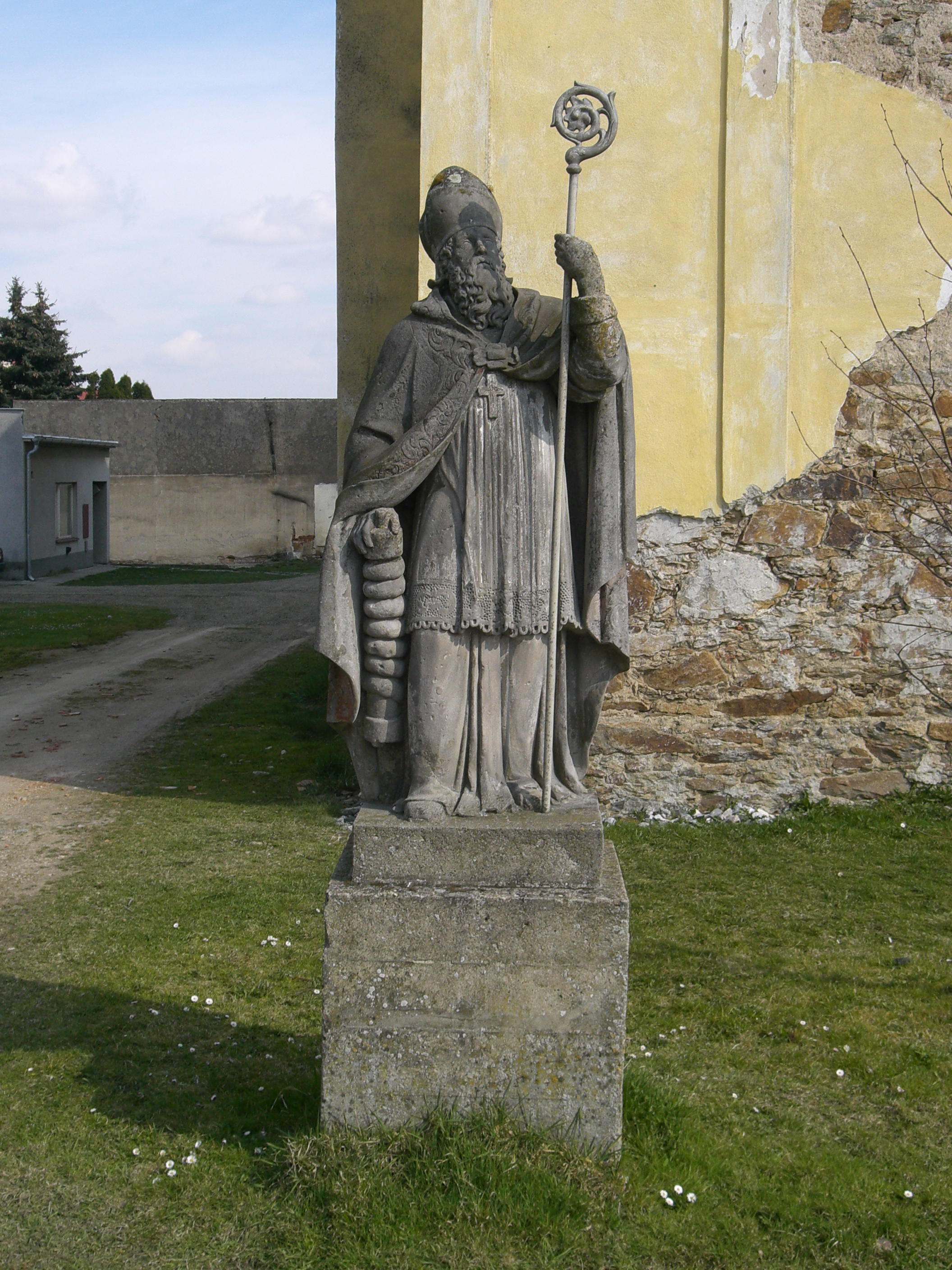
Socha svatého Erasma
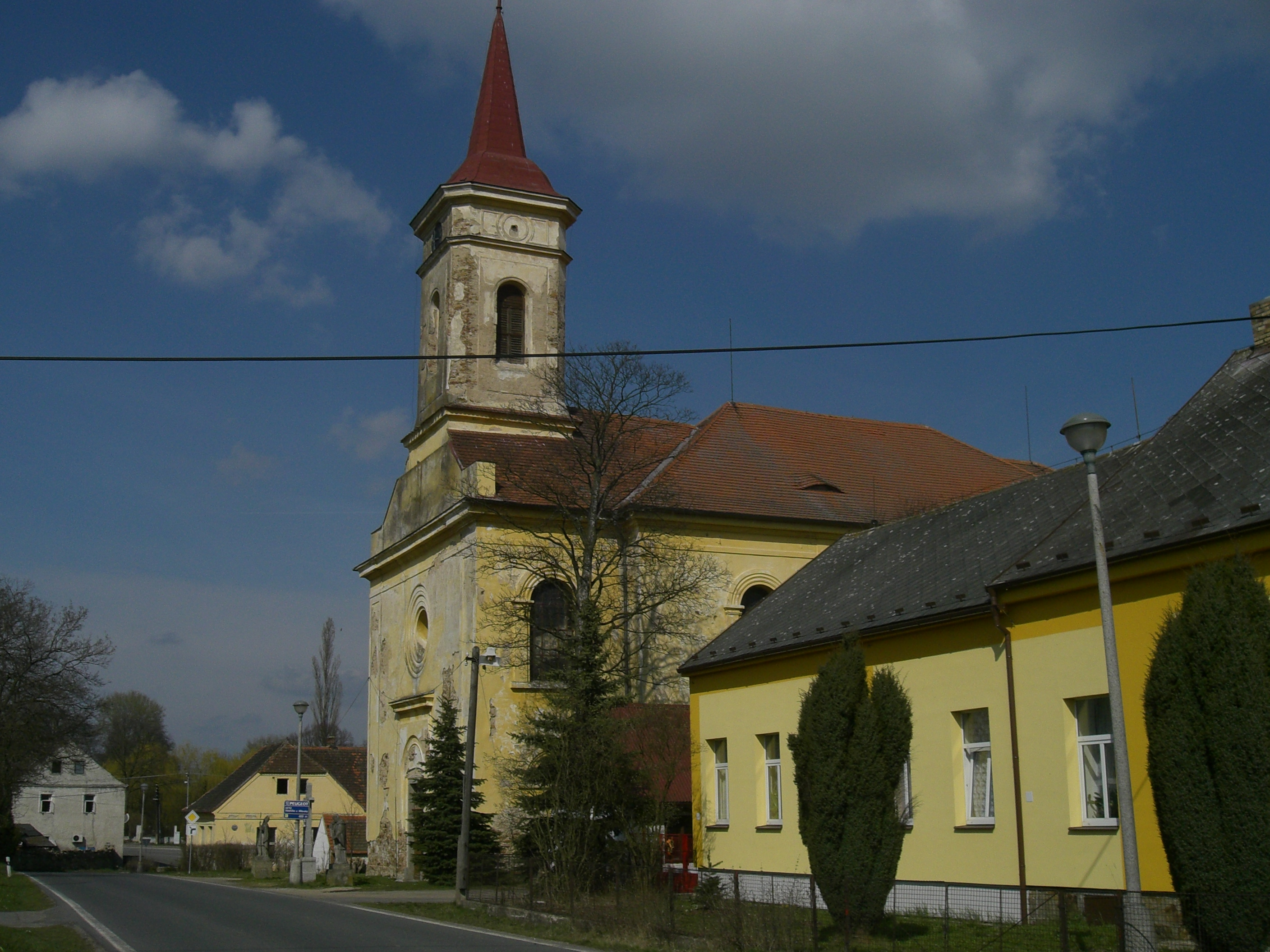
Kostel svaté Anny
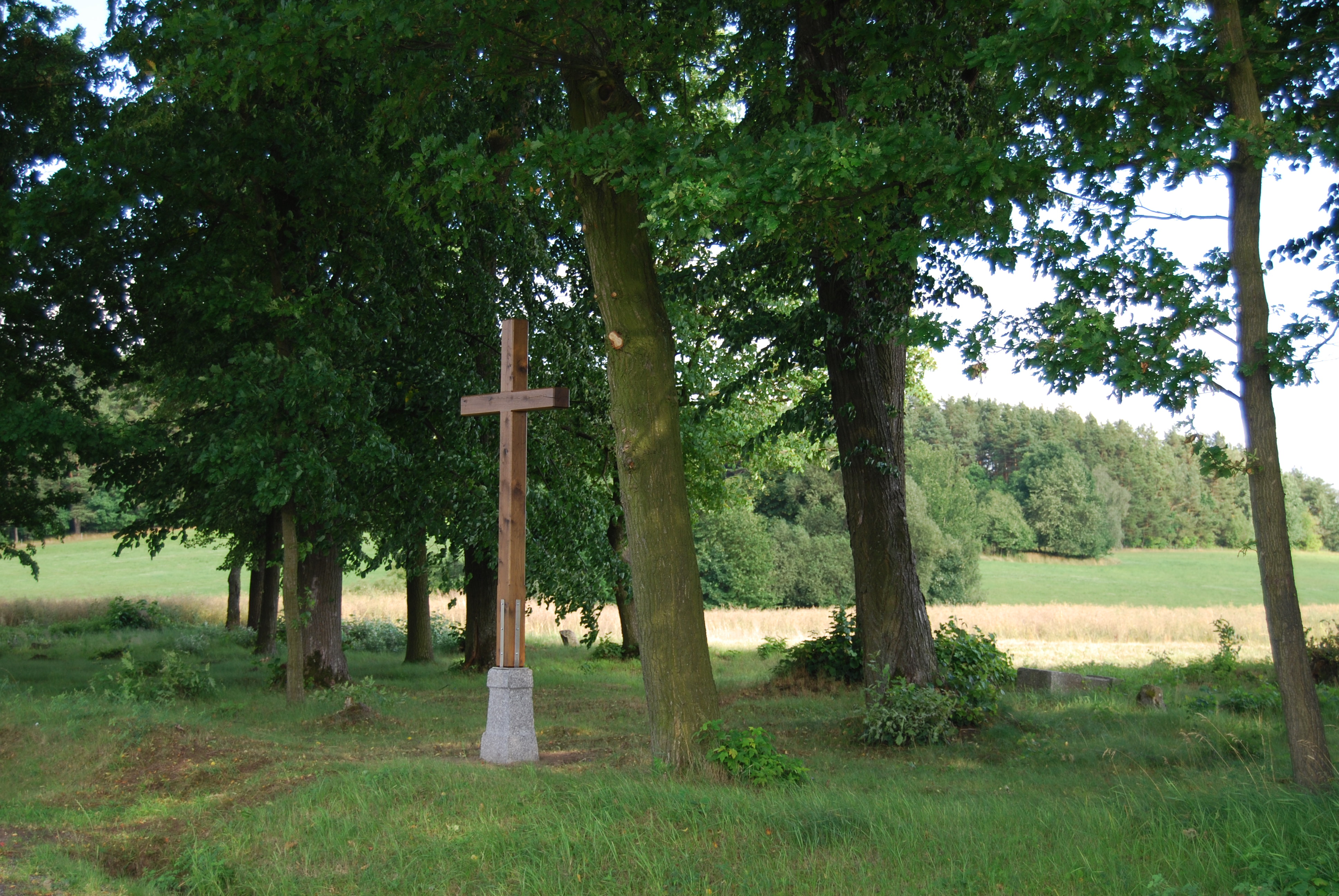
Starý hřbitov